# Cis (Malachin)
Cis (niem. Ciß) – część wsi Malachin w Polsce, położona w województwie pomorskim, w powiecie chojnickim, w gminie Czersk.
Dawniej samodzielna wieś i gromada w gminie Czersk.
W latach 1975–1998 miejscowość administracyjnie należała do województwa bydgoskiego.